# 天空の城ラピュタ
『天空の城ラピュタ』（てんくうのしろラピュタ、英語: LAPUTA: Castle in the Sky）は、1986年8月2日に公開されたスタジオジブリ初制作の日本のアニメーション映画。宮崎駿監督の長編アニメーション映画第3作。

## 上映データ
- 公開日 - 1986年（昭和61年）8月2日||日本
- 上映時間 - 124分04秒22コマ
- サイズ - カラー/ワイド、映倫86403
- サウンド - ドルビーステレオ（4chサラウンド）
- 上映スクリーン数 - 東映洋画系103館[2]
- 制作期間 - 1985年6月15日 - 1986年7月23日
- 作画枚数 - 6万9262枚
- 使用色数 - 381色
- キャッチコピー - 「ある日、少女が空から降ってきた…」
- 同時上映 - 『名探偵ホームズ』「ミセス・ハドソン人質事件」「ドーバー海峡の大空中戦!」

## 概要
監督である宮崎の小学校時代に考えていた架空の作品が骨子となっており、原作となる作品が存在しない初のアニメオリジナルの監督作品である。製作は徳間書店。高畑勲の映画『柳川堀割物語』の製作遅延により資金調達に追われた宮崎が、徳間書店の鈴木敏夫に相談したことから企画が立ち上げられ、この映画をきっかけに設立されたスタジオジブリ制作映画の1作品目となった。
次第に高年齢向けになっていくアニメに対して、マンガ映画の復活を目標に小学生を対象に古典的な冒険活劇として企画され、それが結果的に大人の鑑賞に耐えうる作品になるというのが宮崎の方針であった。興行こそ数字的には振るわなかったものの（後述）、配給した東映による観客満足度調査は97.7%と非常に高く、物語は幅広い年齢層に支持され、ビデオソフト化による販売は好調であった。
「ラピュタ」という名称は、スウィフトの『ガリヴァー旅行記』に登場する、空を飛ぶ島にある王国「ラピュタ王国」からとったもの。劇中に空飛ぶ島の物語を空想した人物としてスウィフトの名前も出てくるが、名前の借用以外は『ガリヴァー旅行記』との関連はない。19世紀後半、産業革命期のヨーロッパを元にした架空世界での冒険を描く。

## あらすじ
プロローグ
ある夜、北のゴンドアの谷に住む少女シータは、ムスカ大佐率いる政府の特務機関に捕らえられ飛行客船に乗せられていた。そこへ、空中海賊ドーラ一家が襲撃を仕掛けてくる。彼らの目的が自分にあると知ったシータは逃げるために窓の外へのがれ隣の部屋へ移ろうとするが、室内から追いかけてきた海賊の男に驚き足を滑らせ飛行客船から転落してしまう。気絶したシータが落下する中、石が不思議な光を放ち、彼女の体を宙に支えて落下速度を緩めた。シータは真下にあったスラッグ渓谷の鉱山にゆっくりと落ちていき、鉱山で働く少年パズーに発見され助けられる。
鉱山街
翌朝、目を覚ましたシータが空に浮かぶという伝説の城ラピュタの写真を見ているのを見たパズーは、今は亡きパズーの父が生涯で一度だけラピュタを目撃、写真を撮ったが、詐欺師扱いされた事と、その汚名をそそぐべく、ラピュタへ行く事が夢だと語った。直後にパズーはシータが海賊に追われている事を知り、彼女を守って共に逃げる。海賊と軍に追われた二人は、鉄道の高架線から下の廃坑に落ちるが、石の力により再び救われ、廃坑の底までゆっくり落ちる。
廃坑で会った石に詳しい老人ポムによれば、首飾りの石は昔ラピュタで作られた飛行石の結晶だという。地上に戻った後、実在を確信してラピュタ探索への意欲を燃やすパズーに、シータは暗く沈んだ表情で、彼の家でラピュタの写真を見た時に思い出した、古くから受け継いできたという秘密の名前を打ち明け、姓が「ラピュタ」である事に彼は驚く。
軍事要塞
その直後、二人は特務機関と軍に捕まり、要塞へと連行される。そこでシータは、ムスカから以前ラピュタから落ちてきた壊れたロボット兵を見せられる。彼は彼女に、飛行石はラピュタの王族を守り、いつかラピュタに帰る時の道しるべとして代々受け継いできた物だと言う。
そして、「ラピュタは遠い昔に滅びたが、かつて高度な科学力で天空から世界を支配した恐怖の帝国だった。それが今も空に存在する事が平和の脅威になりうる」というまっとうな理由を語りつつ、パズーの命を盾に脅迫的に協力を迫り、同時に秘密として受け継がれてきたはずの彼女の本名を言い当てる。シータはパズーの身を案じてやむなく協力を承諾する。
牢屋から解放されたパズーと再会したシータはラピュタの探索をあきらめるようにパズーに告げ、失意と共に要塞を去っていくパズーを、涙と共に見送った。
シータの奪還
夜が明け始め、軍のラピュタ探索に同行させられる時が迫り途方に暮れたシータは、昔亡き祖母に教わった「困った時のおまじない」を思い出し唱える。彼女は知らなかったが、実はそのおまじないはラピュタの封印を解く呪文だった。その呪文によりロボット兵が目覚め、シータを救う為に暴れ出し、飛行石は日の昇る東の空に光を放ってラピュタの位置を指し示す。
一方パズーは自宅に戻るも、不在の間に入り込んでいたドーラ一家に捕まってしまう。シータに裏切られたと思いふさぎ込んでいたパズーはドーラに一喝され、シータが突き放すような態度を取った理由を理解し、石を奪う為に要塞へ向かう一家に自分も連れて行くように懇願する。ドーラもその方がシータが言う事を聞くかも知れないと考えて同行を許し、ロボット兵の暴走により混乱する要塞から協力して彼女を救い出す。
飛行船に乗りラピュタへ
石はムスカの手に渡り、彼はロボット兵を破壊した軍と共に先にラピュタに出発する。パズーとシータも一家の飛行船に乗せてもらい、後を追う形でラピュタへと向かう。
夜になり見張りをしているパズーの元にシータが訪れ、ラピュタを巡る複雑な思いを告白する。彼女は祖母に他にも幾つもの「おまじない」を教えられており、その中には「滅びの言葉」というものもあると言う。パズーは不安に駆られるシータを励まし、ラピュタを巡る冒険が終わったら必ず故郷に送り届けると彼女に誓う。
だが、会話の直後に、一家の飛行船は軍に発見され、攻撃を受け雲間に逃れる。ドーラの命令で見張り台を切り離し、雲の上で偵察用のグライダーとして使っていた二人。夜が明け、巨大な低気圧の中心「竜の巣」が迫る中、再び軍に発見され連続攻撃を受ける。攻撃を受けながら、パズーの言葉によりドーラが「竜の巣」に入る事を決めた時、グライダーをつないでいたワイヤーが切れ、飛行船より先に「竜の巣」に飲み込まれてしまう。
嵐の中でパズーは、青白い父の飛行船の幻を目撃し、それに導かれるように、嵐の中心にあるラピュタの上層部に到着し、城の端の地面に落ち気絶する。
天空の城ラピュタ
目覚めた二人は園丁ロボットに、建物の外の水底に沈んだ町や、建物の中の庭園を案内され、恐怖の帝国と呼ばれたラピュタの平和的な一面を見る。
その後、遠くから爆発音を聞いて外に出た二人は、城の中間層で軍に捕まった一家の姿を発見する。パズーは外壁をよじ登って一家を救おうとするが、ムスカの部下が彼を撃とうとした為、シータが体当たりをした後逃げようとするが、ムスカに捕まってしまう。
彼らは彼女を捕らえたまま城の下層部に入る。パズーはドーラの縄を切り、彼女から武器を受け取ってシータの救出に向かう。途中で部下を置き去りにしたムスカは、城の中枢部で彼女に自分もラピュタ王の子孫だと明かす。彼の本当の狙いとは、ラピュタの力を手に入れて世界を支配する事だった。そして彼は飛行石で城を操り軍を皆殺しにする。
滅びの言葉
ムスカの非道な仕打ちに怒り心頭に発したシータは、彼から石を取り返し逃げだす。途中で彼女は、下層部に入り込んでいたパズーを壁の割れ目から見つけ石を渡す。その後、玉座の間に追い詰められ、ムスカに銃で脅されるもシータは毅然とした態度で対峙し、人は土から離れては生きられない存在なのだと喝破するが、ムスカが銃を発砲し、シータの結んでいた髪を撃ち落とす。
その直後、駆け付けてきたパズーはシータに滅びの言葉を教えるようにシータに言い、シータはパズーと共に滅びの言葉「バルス」を唱える。すると飛行石が強い光を発して城は崩壊し、強烈な光に視界を奪われたムスカは瓦礫と共に海へ落ちていく。ラピュタを浮遊させていた巨大な飛行石の結晶は、ラピュタ全体を覆っていた大樹の根に囲まれて、城の上層部と共に更に高空へと飛び去っていった。
エピローグ
パズーとシータはグライダーで城から離れ、フラップターで脱出していたドーラ一家と空で再会して喜び合う。そして二人は一家と別れ、帰途に着くのだった。

## 登場人物
※声の記述は、日本版 / ディズニー英語版の順で表記。

### 主要人物
パズー（Pazu）
声 - 田中真弓 / ジェームズ・ヴァン・ダー・ビーク
本作の主人公。スラッグ渓谷（小説版によると（この国の）南部山岳地帯（タンブリア山塊）にあると記載）の鉱山で働く見習い機械工で、親方であるダッフィーの徒弟。明るく元気で心優しく、正義感と行動力あふれる少年。12歳。小説版に12、13歳と記載。天涯孤独で、両親の残した家で一人暮らしをしている。小説版にこの渓谷に母親と一緒に（つまり父親の死後）来たと記載。
ラピュタの発見に関して詐欺師の汚名を着せられたまま死んだ父のため、自作のオーニソプター（はばたき飛行機）でラピュタの実在を証明する事を夢見る。
場の空気を読むのがうまく、自分達を守り、味方であるはずの軍がシータへの態度から敵である事をすぐに見抜いた。
シータと出会った事で、海賊や軍から彼女を守りながら、飛行石とラピュタを巡る冒険の旅へと出る。体は頑丈で、親方のゲンコツよりも硬い石頭だと自称する。実際、ムスカの部下に銃で殴られ気絶し、要塞に連行後にムスカがシータに「彼の石頭は私のものより頑丈だったよ」と（自分をワインボトルで殴ったシータへの皮肉も込めて）言っている。
飛行するフラップターの上から、数百メートルは離れている塔の上に居るシータに一瞬で気付くほど目も良い。フラップターに逆さまになってぶら下がり、塔から飛び降りるシータを救出した。
日の出と共にトランペットで『ハトと少年（スラッグ渓谷の朝）』を演奏し、飼っているハトにエサをやるのが日課だが、ドーラ一家に迎え入れられた際に世話が出来なくなった為、そのハト達を全て逃がしている。
ドーラ一家に仲間入りした際に、父の形見のゴーグルを着けて出発したが、そのゴーグルはラピュタ内部でのムスカの銃撃により失われた。タイガーモス号ではモトロ（老技師、後述）の機関助手として働き、エンジンの修理作業や運転操作のほか、命綱を着けて垂直尾翼を補修し、油を差している。
フラップターの中でシータに後ろから抱きしめられ、胸が当たった時に、初めてシータを異性として意識し始めた。
名の由来は、宮崎自身が学生時代に考えた船乗りの名前から。
小説版のエピローグでは、ラピュタでの一件の後スラッグ渓谷へ帰り、シータとは別々に暮らしているが、文通をして交流を続けている。この手紙の文中では、オーニソプターがもうすぐ完成する事、完成したらゴンドアまで飛んでいく事などが書かれている。また、ラピュタに行った事については誰にも語らなかった事が明らかになっている。本編では描かれなかったが、後に発売された『スタジオジブリ作品関連資料集 I』には、完成したオーニソプターを操縦し、花束を持ってシータの元へやって来たパズーの姿が描かれている。
シータ / リュシータ・トエル・ウル・ラピュタ（Sheeta / Princess Lusheeta Toel Ur Laputa）
声 - 横沢啓子 / アンナ・パキン
本作のヒロイン。パズー同様、天涯孤独の身であり、両親や祖母の残した畑やヤクを飼って北方（小説版にこの国の最北端のさらに僻地にあると記載）の山奥にあるゴンドアの谷で生活していた。
ラピュタを狙うムスカ率いる特務機関に拉致され、飛行客船で護送されている所、ドーラ一家の襲撃に遭い、逃げ出そうとして誤って船から転落し、助けられたパズーにかくまわれる事となる。
12歳。小説版に12、13歳と記載。
先祖伝来の秘宝である、飛行石の結晶の首飾りを提げている。
かつて、天帝としてラピュタ帝国に君臨した王族であり、宗家たるトエル家の末裔で、継承名（『型録 1』等には本名と記載）は「リュシータ・トエル・ウル・ラピュタ」。ラピュタ語でウルは「王」、トエルは「真」を意味し、彼女がラピュタの真の王である事を示しており（『THE ART OF』準備稿にはトエルは「正統な継承者」を意味するという記載がある）、リュシータ王女である。
性格はおしとやかで心優しく、自分を助けようとしてくれたロボット兵が破壊された際は、パズーの胸で泣いていた。一方、ムスカを背後からワインボトルで殴り脱出しようとする、ドーラの制止を振り切り、パズーと暴風の中で見張り台に残る、終盤でのムスカとの対面シーンなど、行動的かつ胆力に富んだ一面も持ち合わせている。山育ちでパズーと同様視力も良い。新しい環境への適応力も高く、タイガーモス号での暮らしにもすぐになじんでいる他、初めて見る文明の利器に対してもすぐに順応できる。
家事全般が得意。ドーラ一家の仲間になった後は、容貌が可愛らしい事もあり（シャルルが少女〈シータ〉を探すシーンで親方に対し「かわいい子」と発言）、ドーラの息子や子分達にアイドルのような扱いを受けており、厨房に覗きに来られるほどであるが、年甲斐もなく子供っぽい彼らとも嫌がる事なく打ち解けている。ちなみに、ドーラに厨房に案内された際に覗きに来たのは、シャルル、ルイ、ク、ケ、コの5人である。
物語序盤、飛行石を借りたパズーが飛行石の力を発揮できず浮遊することに失敗し、二人で笑いあったシーンで既にパズーを好きになっていた。
名の由来は、宮崎自身が学生時代に書いた人形劇のヒロインであるシータ（ギリシャ文字のθ）から。構想段階では、シータも海賊の娘であり、風の谷のナウシカ（ワイド漫画版）同様、シータの命令によってロボット兵がラピュタを破壊するラストシーンにする予定であった。
小説版のエピローグでは、ラピュタでの一件の後ゴンドアの谷へ帰り、パズーとは別々に暮らしているが、文通をして交流を続けている。パズーにあてた手紙の中で、ヤクの子が産まれたことを書いている。長い髪を2本の三つ編みおさげにしていたが、おさげ髪は2度ほど引っ張られ、ムスカの銃撃により切断されてショートカットとなる。しかし、小説のエピローグでは本編から半年の月日が流れており、再びおさげを結べるほどに髪の毛が伸びている。

### 空中海賊「ドーラ一家」
ドーラ（Dola）
声 - 初井言榮 / クロリス・リーチマン
空中海賊団「ドーラ一家」の女首領にして、飛行船・タイガーモス号の船長。50代。『ロマンアルバム』には60才位という記載もある。頭脳明晰で決断力に富み、3人の息子や子分たち以上の健脚で、無類の食欲と物欲、「女は度胸だ」と豪語し自ら臆することなく危険にも果敢に飛び込む胆力の持ち主。間が抜けている息子や子分たちにしばしば嘆息し、「バカ息子共」、「バカ共」と大声でどなり散らして恐れさせる一方、失意のパズーを一喝した後に受け入れる、ムスカにおさげを切られたシータを抱き締めていたわるなどの度量の深さや優しさも併せ持っている。また、伝声管でパズーとシータの会話を聞いていた際に、まんざらでもない笑みを浮かべたり「見かけよりいい人」と言うパズーの言葉に目を見開いて驚きの表情を見せたりもしている。
タイガーモス号やオートモービル等様々な乗り物やグレネードランチャー （一家が主に使う弾は目つぶし用のマスタード（からし粉）榴弾（りゅうだん）。つまり催涙弾）等の武器の扱いにも優れている。一家は人殺しをしない。一家が狙うのは金持ちの乗った豪華客船。小説版では「面倒見が良く、アジト近くで子供が産まれたと聞くと、出産祝いに石炭半年分を贈ったりする為、人々の評判もいい」「軍の捜索の手が伸びてくると、村人が軍より早く知らせにくる為、今まで一度も捕まった事がない。それは国中に情報網とアジトを構築した為」という記述がある。また、ムスカと並ぶ暗号解読の天才でもあり、軍が飛行戦艦を誘導する無線暗号を「ANGO」というタイトルの本で瞬時に解読する他、そろばんを「東洋の計算機」と称して素早く使いこなし、航法計算を行っている。
当初は高価と踏んだ飛行石のみを追い求め、石を持つシータ（後に彼女を助けたパズーも）を追っていたが（小説版では、幼少期に亡き父から聞かされて、ラピュタと飛行石の伝説を知っており、石を使いラピュタの財宝を手に入れる為、映画同様に軍の無線を聴いて知った、石を持つシータの乗る飛行客船を襲う）、パズーの証言や政府の動きからラピュタ実在を確信し、軍より先にラピュタの財宝を手に入れる事をもくろむ。パズーの話でシータが石を働かせる鍵となる事を知り、シータを救おうとするパズーの決意と覚悟を認めてからは彼に助力し、後に2人をタイガーモス号に仲間として受け入れ、二人をラピュタ発見の足がかりとしつつ、良き理解者となる。
パズーからは「おばさん」、シータからは「おば様」と呼ばれている。パズーに対して当初は「船長とお呼び」と言っていたが、後に訂正しなくなっている。
映画本編では、タイガーモス号の私室に掲げられた若い頃の肖像画を見る事が出来る。亡き夫は天才科学者であり、タイガーモス号およびフラップターは夫の形見。小説版では、ドーラ一家はもともと帆船に乗る海賊だったが、数十年前に亡き夫が半ば誘拐同然に連れて来られ、彼が前述の乗り物を開発した後、空中海賊に転業したという。
小説版では、別れの際にパズーへ「あたしの夫のように立派な男になるんだよ」と言葉をかけた。なお、半年後のエピローグには、新たな飛行船で軍の給料を奪うなど、その後も一家で空賊稼業に勤しんでいる記述がある。
宮崎駿監督は、自作の中で一番思い入れの深いキャラクターにドーラを挙げている。
キャラクターモデルは宮崎監督の母親との事。
シャルル（Charles）
声 - 神山卓三 / マイケル・マクシェイン
ドーラの長男で、30歳。豊かな口ひげを蓄えた大男で、ダッフィーと力比べを繰り広げた。
胸筋を勢いよく膨らませてシャツの胸の部分を吹き飛ばす等、筋骨隆々で腕力も一家の中で1番強い。大好物はプディングで、漫画も好きらしい。
ルイからは「兄貴」、アンリからは「兄ちゃん」と呼ばれている。
厨房に入った時は花を持っており、ルイと同様、シータに鼻の下を伸ばしていた。
本作の締めの台詞を飾った人物で、劇中でのパズーとの会話がない。
ルイ（Louis）
声 - 安原義人 / マンディ・パティンキン
ドーラの次男で、25歳。ちょびひげを生やしている。ドーラ一家の中で真っ先にシータに惚れた。
ミンスミートパイが大好物で、小説版では弟のアンリと紅茶を飲んでいた。
パズーの家を捜索した際、手下のクから名前を呼ばれている。
口調はやや高圧的な部分もあるが、コミカルな言動や表情が多い。常に格好をつけている。
パズーの家の前で出会っており、彼にとっては三兄弟の中で1番最初に出会った人物である。また、バズーとシータとの絡みが最も多かった（三兄弟の中でどちらとも会話をしたのはルイのみ）。
宮崎駿曰く、「ルイはね、ドーラがスペインあたりのイイ男と恋仲になって出来た子だけど、それが崩れた顔になるとああなる（笑）。などと、バカなことを考えて描いたんです。」との事。
アンリ（Henri）
声 - 亀山助清 / アンディ・ディック
ドーラの三男で、20歳。主にタイガーモス号の操縦士を務めており、あまり表に出ない。
無口である。帽子をかぶると目が隠れる。
三兄弟の中で唯一ひげが無く、ほおにそばかすがある。シータに好物をリクエストする際、迷った挙げ句「なんでも食う！」と言った。
三兄弟の中では唯一、名前を呼ばれるシーンが無い。また、兄二人ほどシータにそれほど興味はないらしく、厨房に入るのも後述のカ、キ、ハラ・モトロを除く男性陣6人の中で最も遅く、その挨拶の仕方から本当に暇だから様子を見に来た印象が強く、彼女との会話もパズーと違って全くない。
ハラ・モトロ（Motro）
声 - 槐柳二
タイガーモス号のベテラン機関士。
ドーラの父の代からいる最古参の子分で、乗組員達からは「じっちゃん」と呼ばれている。
ドーラからは「クソジジイ」呼ばわりされる事もあるが、船内では唯一、対等に口がきける厚い信頼を寄せる旧友でもあり、正装で私室に呼ばれチェスを楽しむ事もある。その言動からもゴリアテ（乗り物）の情報に精通しており、ドーラ同様にベテランの海賊である事が示唆されている。パズーと引き合わされた際には「怒らせるとママより怖い」とルイから紹介されたが、もともと助手を欲しがっていた所に、積極的で飲み込みの早い彼を、助手としてかわいがる事になる。機関士としてタイガーモス号にはとりわけ愛着が強く「かわいいボロ船」の喪失を悲しんでいた。
映画エンドクレジットでは「老技師」と表記されている。
なお、『ルパン三世』（TV第2シリーズ）第145話「死の翼アルバトロス」ではハラ・モトロに似たロンバッハ博士が登場する。
カ、キ、ク、ケ、コ
ドーラの子分達。ポルトガル人のカ、エジプト人のキ、中国人のク、日本人のケ、セネガル人のコの5名。
ドジョウひげでルイより先に厨房に入ってジャガイモの皮むきをしていて、最初にシチューのおかわりをしたのはコ、シャルルに似て豊かな口ひげを蓄え、右ほおに傷痕があるのがカ、ひげが無く色黒で右目に眼帯を付けているのがキ、厨房ですりこ木を回しているのがケ、パズーの家を捜した際に「ルイ、女の子の服だ」と叫んだ（厨房では壁を磨いている）のがクである。5人とも出身国以外の経歴等は不明だが、小説版では「素質を見込みドーラが世界中から集めた5人」という記述がある。
カはセリフは全くないが、ルイ、ケ、コとタイガーモス号の船上で一杯飲んでいる際に顔が大きく描かれている。キはオートモービルの運転やタイガーモス号のブリッジで無線機を操作しているなど、機械類の扱いに優れているという描写がある。また、コは普段は口元を隠しているが、素顔が描かれているシーンがある。
アニメ版では名前および出自は出てこなかったが、小説版にて名前が出る。『ロマンアルバム』等にも名前と出自の記載がある。

### 政府・軍の関係者
ムスカ / ロムスカ・パロ・ウル・ラピュタ（Muska / Romuska Palo Ur Laputa）
声 - 寺田農 / マーク・ハミル

本作の悪役。政府から派遣された、特務機関（情報部）所属の諜報員（情報部員）であり、階級は大佐、年齢は28歳。『ロマンアルバム』には32歳という記載もある。視力が悪く、度の入ったサングラスをかけている。中折れ式リボルバー拳銃を愛用している。
表向きこそ丁寧な口調で紳士的に振る舞うが、その内実は目的の為には手段を選ばず、上司や部下すらも簡単に見捨て、人命を軽視し、喜々として残虐行為に手を染める冷酷非情な卑劣漢である。新たな王としてラピュタ帝国に君臨し、全地上を自らの欲望のままに恐怖支配しようという独裁者・野心家の本性をあらわにする。
物語後半ではシータのおさげを無理やり引っ張って捕まえたり、顔や胸を殴りつけたり、あげく拳銃でおさげを撃ち落とすなど、自身に服従しようとしないシータを散々に虐げ続けていた。
モウロ将軍（General Muoro）
声 - 永井一郎 / ジム・カミングス
ラピュタ探索計画の指揮を執る軍人で、小説版によると、国防軍のティディス要塞の司令官。50歳前後。短気な性格の持ち主である。小説では南部地方の行政も司る権力者だが、要塞自体が僻地に位置するため現状には強い不満を抱いており、ラピュタ探索を成功させることで中央への返り咲きを狙っている。無線通信をドーラに傍受されて飛行客船を襲撃されたり、ムスカに出し抜かれて主導権を簒奪されたりする等、司令官としてはどこか頼りない一面がある。
一方で軍人気質の持ち主でもあり、作戦行動時には自ら先頭に立って突き進むタイプで、部下からの信頼は非常に厚い。軍服に勲章を計3個着用していることから、それなりに軍功を上げていることも示唆されている。また諜報機関に属し、政府の密命を盾に作戦に介入するムスカを「特務の青二才」と呼び快く思っていない。ムスカの情報によってラピュタを発見し、実際に上陸には成功したものの、財宝に目がくらんでいる隙に本性を現したムスカの裏切りで罠にはめられ、ラピュタ底部の展望室におびき寄せられる。そこに現れたムスカの立体映像から反逆を告げられ、激昂して「君は英雄だ、大変な功績だ!」と皮肉を吐きながら発砲するが、直後に展望室の床が開いて大勢の兵士ともどもはるか下の海に落とされ死亡する。
作中では「閣下」と呼ばれ、映画エンドクレジットでは「将軍」と表記される。「モウロ」の名は小説と設定資料上で確認できる。
- 『ロマンアルバム』に掲載された企画書第1稿では、悪役はチック大佐となっており、モウロ将軍とムスカが一体となった役と設定されていた。同書には山高帽子をかぶったチック大佐のイラストが掲載されている。

黒眼鏡（特務機関員）
声 - 大塚芳忠、菅原正志
ムスカに随行する忠実な部下。全員が丸い黒眼鏡に黒のスーツと山高帽を身に着けている。面長で口ひげの男、ひげのない面長のいかつい男（共にラピュタに同行）、角ばった顔で口ひげの男などがいる。飛行客船では3人、シータの回想場面でゴンドアの谷で彼女の家に向かったのは3人、シータを捕らえたティディス要塞では4人が登場。
ラピュタまで同行したのは2人であったが、ラピュタ半球体内部の大量に巨石のある部屋で、巨石の内の1つに乗り、ある程度下りた後、ムスカに置き去りにされる。置き去りにされた黒眼鏡2人は、ムスカにより部屋中の巨石が作動した際に足場を失い、最初に通った半球体内部通路に戻る為に部屋の壁を形成する巨石を登っていたが、作動の活性化の中、しがみ付いた巨石から悲鳴を上げながらはじき飛ばされていった。
兵士
声 - 大塚芳忠ほか
国防軍に所属する兵士たち。ティディス要塞に配属された哨兵と砲兵、そしてゴリアテの搭乗員が登場する。要塞内のほとんどの兵卒や下士官たちは戦闘用のヘルメットを深くかぶっており、顔が見えることは少なく、はっきりと見えるのは制帽をかぶった上級士官や将軍の副官のみである。モウロ将軍や将校たちは会議中に帽子を脱いでいるシーンがある。小説版での会議中のシーンでは、参謀肩章を着用している者もいる、という記述もある。一方ゴリアテやロケット艇の搭乗員はダブルボタンの飛行服にフードをかぶった兵士が数名姿を見せている。また、ゴーグルを着用している者もいる。
兵卒や下士官たちの多くは、気絶したシータのおさげを手荒く引っ張ったり、ラピュタ上陸後は無秩序に構造物を破壊して金銀財宝を根こそぎ略奪したりするといった素行の悪さが目立つなど、一貫して悪役的に描写されている。鉱山鉄道では、パズーに転倒させられた将校が拳銃を抜くシーンもある。
また、要塞では復活したロボット兵の攻撃による要塞の破壊の巻き添えとなるほか（要塞での兵士に関しては死の描写は直接的には見られない）、ラピュタ上陸後のムスカの離反時には前述のモウロ将軍とともに転落死させられる、起動したロボット兵に追われて逃げ惑ううちに誤って転落する、ゴリアテの発進に間に合わずに空中に投げ出される、ゴリアテからの砲撃でラピュタ本体に決死の反撃を試みるも、あえなく撃墜され艦と運命を共にするなど、ラピュタに出動した兵士全員が無残な死を遂げている。

### スラッグ渓谷
ダッフィー（Duffi）
声 - 糸博 / ジョン・ホスティター
スラッグ渓谷で働く鉱夫で、坑内のボイラーやエレベーター等の鉱山機械を扱うベテラン機械工で、ボイラー技士。パズーの親方。40歳前後。
性格は荒っぽく、鉄拳制裁は当たり前で、仕事にはめっぽう厳しいが、働き者の徒弟であるパズーを何かと気にかける仁義に厚い男。
海賊相手にもひるむ事無く立ち向かうが、妻には頭が上がらない様子。
鉱夫らしい立派な体格をしており、ドーラ一家いちの力自慢シャルルと互角の殴り合いを演じた。その際に他の鉱夫から名前を呼ばれている。
小説版によれば昔から鉱石（金銀銅及び鉄）を採掘してきたこの鉱山で父親の代から鉱夫をしてきたが、優良な目ぼしい鉱脈の多くが掘り尽くされ、おまけに新たな工業化のあおりをまともに受けて、時代遅れで輸送に不便な内陸から精錬工場なども次々と移転していく為に、寂れる一方（錫が多少取れる程度）で「スラッグ＝ 鉱滓（slag）渓谷」と呼ばれて久しい鉱山の状況を憂いている描写がある（本編中でも新しい鉱脈の当てが外れた直後、不景気ぶりをぼやいている）。小説ではパズーが要塞から帰ってきた時、親方が家にいなかった理由は新しい鉱脈が見つかり残業だとおかみさんが発言。
映画エンドクレジットでは「親方」と表記されている。
おかみさん
声 - 鷲尾真知子
ダッフィーの妻。20歳（『THE ART OF』の監督の解説によると15歳位で結婚した）。肝のすわった性格で度胸もあり、町の荒くれ男達とドーラ一家との乱闘騒ぎをフライパン片手に見守った。
パズーを実の息子のようにかわいがっている様子で、小説版では彼に夕食を食べに来るよう声を掛けている。前述の騒動の際にはパズーに逃走を促しつつその覚悟を認め、シータを守るように伝えて送り出した。
映画エンドクレジットでは「おかみ」と表記されている。
マッジ（Madge）
声 - TARAKO
ダッフィー夫妻の娘。パズーとも仲が良いらしく、彼の家に遊びに行く事もある。
ティディス要塞から帰ってきたパズーを最初に発見した。
軽便鉄道の機関士
声 - 西村知道 / マット・K・ミラー
軽便鉄道（鉱山鉄道）の運転士を務める老機関士。ドーラ一家や軍に追われるパズーとシータを助けた。
パズーとは以前からの知人。運転している機関車は相当の老朽車輌。パズーとシータを銃で狙った特務機関員と兵士達を機関車の蒸気で妨害する。
ポム（Uncle Pom）
声 - 常田富士男 / リチャード・ダイサード
ドーラ一家と軍から逃れる為に廃坑内をさまよっていたパズーとシータの元に現れた際、彼らのことを「子鬼」と呼ぶ風変わりな老人。準備稿には70歳、代々の鉱夫、スラッグ渓谷の地下を熟知と記載。『型録 I』には鉱山師と記載。
パズーとは以前から面識があって深く慕われており、「ポムじいさん」と呼ばれている。
鉱物に精通し、鉱石の状態変化を「石達の声」と呼び、廃坑の中を一人放浪する事を楽しんでいる。飛行石についての知識や「石が騒いでいるのは上空にラピュタが来ているから」といった伝承などをパズーとシータに提供し、二人を出口まで案内してくれた。
小説版では（スラッグ渓谷の）鉱山の生き字引（の鉱山師）として鉱夫達の間で知られた存在である事が書かれている。謎の多い人物だが、オープニングで描かれるラピュタの人々と格好が似ているなどから、ラピュタの労働者階級の子孫ではないかとも言われる。モデルは森康二と近藤喜文。
オープニングのクレジットに出てくる5人の内の1人であり、映画エンドクレジットでは「ポムじい」と表記されている。

### その他の人物
シータの祖母
声 - 鈴木れい子
故人。シータの回想シーンに登場。かわいがっていた小羊が見つからないことを悲しみすすり泣く幼いシータに、おまじないとしてラピュタにまつわる様々な呪文を教えた。この時に教えたおまじないが、ラピュタへの道筋を照らす。
パズーの両親
共に故人。父は冒険飛行家で、かつて探検中に「竜の巣」の雲の切れ間から、伝説の「天空の城ラピュタ」を発見し、ラピュタの一部を自ら写真に収めた。しかし人々からは、ラピュタの存在を全く信じてもらえず、詐欺師の汚名を着せられたまま亡くなる。父が亡くなった経緯については、映画ではパズーが「詐欺師扱いされて死んだ」と語ったのみだったが、小説版では「新たな飛行船の製作の為のスポンサー探しに出た際に事故死した」という、死に至った詳細な記載がある。
また、母についてのパズーからの詳しい説明はないが、パズーの小屋に掲げられているラピュタの写真のすぐ下に遺影写真がある。
パズーの父の協力者
パズーの父がラピュタを発見した際に乗っていた飛行船には同乗者がいた事が劇中でも確認できる。パズーの父と共にラピュタの存在を目の当たりにした唯一の人物。パズーの父が詐欺師扱いされて死んだとされる時に、なぜこの人物が証人として名乗り出なかったのかについては説明されていない。また、現在の消息は生死を含めて一切不明。

## 製作

### 映像
宮崎駿が空飛ぶ映像が好きなことから本作には数多くの飛行機が登場する。作中に登場するタイガーモス号は初期段階では手足がついてるものも描いていたなど、変わった形をした飛行機が多数デザインされていたが、ありそうなウソの範囲にとどめておきたいという宮崎の考えから、そうした変わったメカはオープニングの映像にのみ登場する形となっている。フラップターの動きの作画パターンは原画頭の金田伊功が設計している。

### 備考
スタジオジブリ作品は本編開始前に同社のマスコットキャラクターであるトトロの横顔が描かれたブルースクリーンが登場するが、本作は『となりのトトロ』以前に公開された作品であるため、オリジナル映像にはトトロの横顔が描かれたブルースクリーンは存在しない。ただし、販売用に編集されたVHSビデオ・DVD・BD版および、テレビ放送時にはトトロのブルースクリーンが登場する。これはジブリ作品ではない『風の谷のナウシカ』も同様である。

## ラピュタの設定
ラピュタ帝国
ロマンアルバム等では、約700年以上前に存在した古代国家。国章は「翼のある町」。ラピュタの民は飛行石の結晶化技術を有し、圧倒的な超科学技術で天空から全地上を支配していた恐怖の帝国であった。ラピュタ王は代々天帝と称され、王家に伝わる、飛行石の結晶の首飾りと、「黒い石」と呼ばれる石版を用いてラピュタ城の機能を制御していた。贅沢の限りを尽くし、人類の夢を体現したラピュタ人だったが、約700年前にラピュタの科学力でも克服出来ない疫病にむしばまれ、やむを得ず地上へ降りる事を決断した。
パンフレット及び小説前篇の見返しでは上記とは異なる説明がなされており、空中都市の描写のあるジョナサン・スウィフトの著書『ガリヴァー旅行記 第三章 ラピュータ』のモデルは、プラトンの失われた地理誌『天空の書』に記された「ラピュタリチス」である。ラピュタリチスは、かつて地上で一大技術文明が栄えた時に戦争を嫌い、天空へと逃れた一族によって築かれた広い領土を持つ浮島だったが、余りに高度に発達した文明生活の末に、ラピュタ人は生命力を失い、人口は減少し、紀元前500年頃に突如発生した奇病により、その後滅亡した。一部の人々は地上へ降り、姿を隠しながら生き延びたと伝えられているが詳細は不明。
オープニング映像では、大空を埋め尽くす無数の空中都市や飛行船、プロペラを大量に付けた巨大な木造船や多種多様な飛行機械等が次々と登場し、帝国の興廃が描かれるが、ひときわ巨大なラピュタ城の真下に巨大なプロペラがついている、城の頂上の下部に七段の階層がある等、本編の様相とは異なる点もある。
作中では帝国そのものではなく、ラピュタ帝国の聖都であり、ラピュタ人が巨大な飛行石の結晶を利用して浮遊させていた空中都市のみを指す場合が多い。
帝国の滅亡後
ラピュタ人が地上へ降りた後、聖都は飛行石の力で天空に留まり、島は常に低気圧の源（竜の巣）となって雲の峰に隠れ、偏西風と共に移動しており、低気圧の渦により再び人が城に接近する事を困難にし、決して地上からは見る事が出来ない。だが、王家の証である光る飛行石の首飾りを持つ者が近づくと、竜の巣は自然に消滅、ラピュタは白日の下にその姿を現す。
城の内部には雲を発生させる塔や、風を起こす道具等が設置されている。元の絵コンテでは、ラピュタは王家の血筋の人間が現れると、ラピュタ底部の穴（本編でロボット兵の飛び出す展望室の外壁の穴）から、超低気圧の雲の壁を急速に吸収する機能があったという。
外観と機能
本来は天空の城にふさわしい外観をしているが、映画本編及び小説でのラピュタは頂点の建物（本編の城の頂点の建物がイメージボード同様に神殿かどうかは不明。小説では温室）の周囲や、その下の市街部の半分程（本編でパズー達が落ちた所の裏側）が崩落して原型が無い。宮殿が無人化した後も、王の帰還を待つロボット達により守られ続けたが、永い間に大部分が損壊して、今はその一部のみが空中を漂っている。
イメージボードでは階層ごとに、住まう人々の身分が分けられている。頂点に神殿、その下の第一界（層）が聖なる光と天帝の住居、その下の第二界が騎士の住居と十二神将の塔、その下の第三界がエデンの園、その下の第四界が人民の住居であり、また、第四界には聖都が地上にあった頃に使われていた閉鎖された巨大な門もある。イメージボードでは、本編及び小説同様に前述の建物の下に半球体がある。オープニングを含む映画及び小説の城が、階層ごとに身分が分けられているのかどうかは不明。本編及び小説の城は、頂点の建物の下に三段の階層があり、その下に半球体がある。ロマンアルバムには本編の城も昔は半球体の下にも建物があっただろうと記載（恐らく普通の石造建築）。
ラピュタ下部の黒い半球体の中には、中央にラピュタの科学が結集していると言う、模様が刻まれた黒い巨石が大量にあり、浮遊しながら動いている（ラピュタが機能する時にはまるでコンピューターのように活発に動く）部屋と、前述の部屋の先及び下は王族のみが入る事が出来、その先の前述の部屋の真下に中枢の部屋が存在する。城の上層部（頂点の建物は不明。『型録 I』には廊下の素材は一切不明と記載されている）から中間層まで（第一層から第三層）は普通の石造建築で風化･崩落が著しいが、半球部は爆破も受け付けない超高硬度の未知の素材で出来ている。
中枢の部屋の中央には、飛行石の巨大な結晶体が透明なガラス質の球の中に浮かんでおり、その部屋にあるラピュタ文字が刻まれた「黒い石」に光る飛行石の首飾りをかざす事で、ラピュタの各機能を起動・制御出来る。底部の展望室の周囲からは七基の石柱が展開し、膨大なエネルギーのプラズマが一点に集束し、巨大な爆発を生む強力な光弾を発射する事が出来る。ムスカはこれを「ラピュタの雷（いかずち）」と称し、これこそが『旧約聖書』のソドムとゴモラを焼き払ったという「天の火」や『ラーマヤーナ』の「インドラの矢」だとも述べている。前述の兵器は現代の核兵器に似ている。核兵器は古代においてはオーバーテクノロジーであり、核兵器は主にインドの上記の『ラーマヤーナ』や『マハーバーラタ』の伝説に見られるという。
劇中では、半球体内部の通路の壁に格納されたロボット兵を出撃させた上、展望室の外壁の発射口からもロボット兵を投下して出撃させた。他にも劇中では、床に穴を開ける事が出来る展望室を底部に展開させたりもしており（小説では (展望室の) 床が開くと記載）、多くの機能がある事がうかがえる。
ラピュタの木々
ラピュタが木々に覆われているのは、宮崎自身の趣味であると同時に、飛行石が植物を成長させる力を持つ宇宙の聖なる根源であるからで、シータが一人で生きてこられたのも飛行石によって畑がよく実ったからだという。
頂点に大きなドーム状の建物（小説では温室）があり、建物の周囲にも庭園（資料集等には空中庭園とも屋上庭園（高山植物の花畑等）とも記載）がある。建物は外からは普通の外壁及び屋根に見えるが、中からは透明で日光の入る特別な素材で壁及び天井 （屋根）が造られており（この壁及び天井（屋根）だけでなく床も特別な素材で出来ている）、建物内には墓石が中心にあり、壊れてこけむした何体もの園丁ロボットがある。墓守の役目もしている園丁ロボットが少なくとも1体はいまだに動いており、建物内の世界中の珍しい植物だけでなく、建物の外や中の多くの珍しい小動物（ヒタキ等の実在の鳥類、古代魚、建物の外のミノノハシ、建物内のキツネリス（ミノノハシ及びキツネリスは架空の動物）、キツネリスのみ『風の谷のナウシカ』にも共通して描かれる）と共に長い時を過ごしているのがうかがえる。特に建物の中心にあり、墓石を包む大樹は著しい成長を遂げており、上部はドームを突き抜けて立派な枝を伸ばし、下部は半球体にまで無数の根を巡らせている。
また、ドーム状の建物の下の中間層（第三層）にあり、半球体の真上の市街部には、帝国全盛期に地上から収奪された無数の金銀宝石や、それらを散りばめた豪華な装飾品などといった莫大な財宝が手つかずのまま眠っており、上陸した兵士達はここで大挙して手当たり次第に略奪を働いた（市街部の一部を含む半球体の完全崩壊の際、ドーラ一家が財宝のごく一部をどさくさに紛れて持ち帰っている）。
滅びの呪文（言葉）
最後はパズーとシータの「滅びの呪文（言葉）」（バルス）により崩壊し、上層部の内で大樹に支持された建造物と巨大飛行石のみを残して、更に高高度へと飛び去って行った。
テレビ放映後、エンディングを見た子供達から「（大気の無い）宇宙でキツネリス達はどうなるの？」という疑問が寄せられたが、ラピュタは実際には宇宙空間までは上昇しておらず、大気の存在する高度で飛び続けていると説明された。ラストのスタッフロールシーンでも、昼も夜も地上の町が見える空中に留まっている。

## 用語

### メカ関連
オートモービル
ドーラ一家の自家用車。序盤に登場。スラッグ渓谷では珍しいようで、劇中、パズーもその旨の発言をしている。かなりの馬力と車重があるようで、軽便鉄道の木造高架橋を豪快に破壊しながらの派手なカーチェイスを繰り広げる。
オーニソプター
パズーがラピュタ探索に向け手作りしていた木枠製のオーニソプター（はばたき飛行機）。
シータの前でゴム動力の模型を飛ばしている。
『THE ART OF』には、当初は完成したオーニソプターでシータの住むゴンドアの谷に向け飛行する予定であったが、レオナルド・ダ・ヴィンチの頃から成功しなかった物を、パズーが成功させるのはいかがなものか、という意見があったことから、断念したことが記載されている。
ただし、先述した通り、後に発売された『スタジオジブリ作品関連資料集 I』に、完成したオーニソプターを操縦し、花束を持ってシータの元へやって来たパズーの姿が描かれたイラストが掲載されている。他には、完成させたオーニソプターにシータを乗せ、ドーラ達のフラップターと飛行しているイラストが描かれ、ジグソーパズルに採用されている。
軽便鉄道
スラッグ渓谷を走る軽便鉄道（鉱山鉄道）。蒸気機関は蒸気機関車内部に搭載され、機関車は蒸気動車を短くしたようなフォルムである。貨車（無蓋車）を3両連結している。
| 全長（m）      | 312                  |
| 全高（m）      | 82                   |
| 全幅（m）      | 84                   |
| 巡航速度       | 58ノット (107 km/h)  |
| 最高速         | 98ノット (181 km/h)  |
| 航続距離（km） | 16,000（無風巡航時） |
| 乗員数         | 360人                |

ゴリアテ
軍がラピュタ探索に使用した大型の飛行軍艦。飛行艦である。劇中の字幕には「飛行戦艦」ではなく、「飛行船艦」と表示されている。ただし、『シネマ・コミック2』では「飛行戦艦」、『ジブリの教科書2』では「空中戦艦」と記載されている。また絵本では「空飛ぶ要塞」とも呼ばれている。見た目は硬式飛行船を通り越した「装甲飛行船」とも言うべき威容を誇る。推進装置として、垂直プロペラや多重反転プロペラなどをはじめとした大小様々なプロペラが多数配置されている。武装は船体下部には重砲等を多数装備し、さらに船体側面には速射砲や対空砲をはじめとする重火器も多数搭載している。主砲の125mm榴弾砲は、直撃すればロボット兵をも一撃で破壊出来るだけの非常に強力な威力を持つ。また艦載機として、艦底部にロケット艇を計3機搭載している。
強風下でも安定して飛行可能で、現実の飛行船と同様に空中係留も可能である。
劇中では要塞でのロボット兵との戦闘の直後にムスカとモウロ将軍一行が搭乗し、飛行石の放つ光線が示す航路をたどってラピュタ探索へと東の空に向かう。途中ドーラ一家の母船タイガーモス号を攻撃して大破させたが、ラピュタ到着後に離反したムスカの策略で通信装置を破壊されて本国との通信手段を絶たれ、さらにモウロをはじめ乗員の多くを失った状況で無謀にもラピュタとの交戦を試みる。搭載する火砲でラピュタの下半球部に攻撃を加えるも全く効果がなく、逆にラピュタ底部から発射された無数のロボット兵の大群に包囲されて集中攻撃を受け、最終的には大爆発を起こした船体が中央部から真っ二つに折れて炎上しながら多数の兵士と共に海に墜落していった。
名前の由来は、『旧約聖書』に登場するペリシテ人の巨人「ゴリアテ」。小説版では、エピローグで軍は「不慮の事故の為に長期改修を余儀なくされた」という名目で事実を隠しつつ、密かに同型艦の建造に着手したとされている。
装甲列車
軍がシータ捜索のためにスラッグ渓谷に出動させた軍用列車。3両編成で2両目が機関車。先頭車両と3両目が砲車で、旋回式およびスポンソンによるケースメイト方式の砲塔や機関銃、サーチライトなどを搭載している。軽便鉄道と同じ軌道を走行するため軌間に比して車幅が大きいアンバランスな格好をしている。なお、老機関士に蒸気を浴びせ掛けられた特務機関員と将校が降車したのは1両目。
タイガーモス号

ドーラ一家が根城にしている海賊船。鳥の頭のようなブリッジの外見もあいまって巨大な鳥を思わせる形状の飛行船。ドーラの亡夫の発明品。
ラピュタに向かう途中でゴリアテと遭遇し攻撃を受け大破、かろうじてラピュタに不時着するも、同じくラピュタに到着した軍によって一家は捕縛されてしまった。
ラピュタ崩壊時に、タイガーモス号は瓦礫に飲み込まれるが、パズーに拘束を解かれたドーラ（はっきりと映ってはいないが、その後隣のルイがナイフを使っている）と海賊達はフラップターで脱出する。
飛行客船
冒頭に登場する飛行船。ムスカ一行がシータと共に乗船しており、飛行石を狙うドーラ一家に襲撃された。富裕層の乗客を大勢乗せた豪華客船である。『THE ART OF』には、硬式飛行船をモチーフにしているが、物語の展開上、ブリッジを上にしたと記載されている。推進機はゴリアテ同様四つの垂直ローターと、コクピット前方に配置された二重反転プロペラ、船体後方下部に搭載されたプロペラである。上部の見張り台には自衛用の手回し式機関銃が配備され、乗員が取り出してドーラ一家に向け発砲した。
飛行船
パズーの父と同乗者が搭乗した飛行船。序盤に登場。
| 全長（m）      | 2.040                           |
| 全高（m）      | 1.220                           |
| 全幅（m）      | 7.200（翼展開時）               |
| 時速（km/h）   | 0–111キロメートル毎時 (0–60 kn) |
| 最高速（km/h） | 182（下部ブースター使用時）     |
| 航続距離（km)  | 88（無風巡航時）                |

フラップター
電流で駆動する人工筋肉を利用して、4枚の薄膜状の羽根を高速で羽ばたかせ、浮上、飛行するオーニソプター（羽ばたき飛行機）。
ドーラの亡き夫の発明品であり、元はスポーツ用として開発されたが、現在ではドーラ一家には欠かせない飛行機械となっている。機体前面は流線型の金属板で被覆され、機体後部はオープンデッキとなっており、そこに1名もしくは2名の乗員がフック付きの結束バンドで身体を機体に係留して搭乗する。
羽根の可変ピッチと体重移動により、上昇、下降、前進、左右転回、ホバリング等の動作を自在に行う。また、急旋回時には機体側面からパルス噴射の火炎が噴出する。羽根が高速で羽ばたいている為、極度に降下し過ぎたり、建物や樹木等に接近し過ぎたりすると、羽根が接触、破損して墜落する危険性がある。機体底部には加速用の格納式ブースターが搭載されており、これを利用して緊急時等に急加速が可能。ブースターの点火時には、羽ばたきが完全停止する。また、煙幕の放出機能も搭載されている。前方の羽根を止め、後方の羽根一組だけを動かすことで低速での飛行が可能。
通常は独立飛行を行うが、複数の機体を前後に連結した状態でも飛行可能である。ただし、各機定員は2名までのようで、定員オーバーした場合には上昇不能となる模様。
映画本編では、発電用エンジンをクランクで回転させて起動する描写がある他、ラピュタへの出発直前に、燃料を補給している描写もある。エンジンを停止してバッテリーを作動させる事で、最高速で約6分間の無音飛行が可能である。
タイガーモス号の格納庫には羽根を折り畳んだ状態で収容可能（劇中に登場したのは4機）。なお、庫内には予備の羽根や部品が常備されており、簡単な修理や部品の交換が可能である。
フラップターの登場場面には、久石譲がデビュー当時の作風であるミニマル・ミュージックの手法に基づいた音楽を手がけた。
要塞（ティディス要塞）
劇中では単に要塞と呼ばれている。小説版では冒頭でシータたちは飛行客船で、彼女の故郷にほど近いゴンドア空港から、この要塞近くのティディス空港へと向かっていた。設定によると、情勢の変化により戦略的価値を失った旧式の要塞であるという。深皿を伏せたような近代的な多数の要塞砲を備えるが、高い塔を持つ石造の古城で、このような城は砲撃に対して無力であるため、近世期までに廃れた様式である。備砲はいずれも巨大なトーチカで強固に防備されているが、ゴリアテの艦砲と比べ口径の割に砲身が太く短いことから旧式と思われ、実際にロボット兵の前では全くの無力であった。
王族であるシータを兵士たちが手荒に扱ったことで、彼らを敵対勢力と判断したロボット兵の猛攻により要塞全体が火の海に包まれ壊滅した。
スラッグ渓谷からは汽車で半日ほどかかるらしい。
ロケット艇
軍が海賊に対抗して新たに開発した中型飛行艇。機体後部のロケットのパルス噴射により飛行し、推進装置の稼動時間が限定されるためか無音で滑空飛行していることが多いが、丘陵地帯に強行着陸も可能であるなど高い機動力を持つ。劇中ではシータとパズーを連行する際に使用された。武装の有無は不明だが、機首に機関砲らしきものを2門搭載している。また、ゴリアテの下部にも3機搭載されている。
なお、準備稿では、ゴリアテから発進するシーンもあったが、本編では描かれることはなかった。

### ラピュタ関連
王家（ラピュタの王家）
かつてラピュタ帝国に君臨し全地上を支配した王家。天帝とも呼ばれた。ムスカによると、ラピュタが滅び、地上に降りた際にトエル家とパロ家の二つに分かれた。そして、トエル家は飛行石とそれに関わる呪文を、パロ家はラピュタの伝承を記した古文書を受け継いできた。シータはトエル家の子孫、ムスカはパロ家の子孫である。
トエル家の名前のウルはラピュタ語で「王」、トエルは「真」を意味する為、その子孫であるシータこそが真のラピュタ王（『THE ART OF』準備稿にはトエルは「正統な継承者」を意味するという記載がある）、すなわち本家である事を示している一方、パロ家も名前にウルが付く為、ラピュタの王族である事が分かるが、こちらは支族（分家）とされている。ロマンアルバム等に記載があるが、パロ家も地上へ降りた当初はゴンドアの谷で生活していたが、産業革命を機にそれまでの農耕生活を捨て谷を出て、積極的にラピュタの探求を行うようになり、トエル家は長い時の中でラピュタに関する記憶の多くを喪失していった。
飛行石
時に青白く発光する、深い青色をした石。全世界で唯一、飛行石を岩盤から採掘し、結晶化する技術を有していたラピュタ人は、飛行石で巨大な結晶及び、結晶の首飾りを作り、利用した高度な科学技術を誇っていた。飛行石自体は岩盤に多く含まれており（劇中ではスラッグ渓谷の岩盤）、地下の闇の中で光るが（他の普通の石をオレンジや緑等に光らせもする）、じかに空気に触れると、光が消え、力を失い、ただの石になってしまう。岩盤の中の飛行石が光り、他の石も光らせるのは、結晶の首飾りが近くにある時か、ラピュタが上空に来ている時である。飛行石の特性を保持する為に結晶化する技術は作中の時代ではすでに失われている。
ラピュタ人が作り、利用した巨大な飛行石の結晶及び結晶の首飾りは、特定の人物（王族）や呪文に反応して様々に作動する仕組みを備えており、その名の示す通り物体を浮遊させる力もその一つである。ムスカの持つ古文書にはラピュタの伝承が記録されていたが、飛行石の結晶化の技術や呪文に関しては記されてはいなかった。
竜の巣
航行において危険空域とされる巨大な積乱雲の集合体。雲の表層は外部とは逆方向に強風が吹いており、その気流が風の壁となって侵入者を阻む上、雲の内部は暴風が吹き荒れている。また、内部はドーラが呼んだ通り、まるで竜の叫びのように激しくとどろき、竜のように見える雷の巣でもある。堅固な戦艦をも容易に破壊する一方で、風になびく事の出来るパズーの父の飛行船や、映画では軍の攻撃によりワイヤーが切れ、風に引き込まれ、雲の中に入った（小説ではその後に暴風でロープがちぎれた）パズーとシータの乗っていた凧（たこ）は、暴風と雷による破壊を免れて無事に竜の巣を通り抜ける事が出来た。
その正体は、封印されたラピュタを守るべく人工的に作り出された低気圧の渦。劇中では、光る飛行石の首飾りを持つムスカが近づいた事で雲は消えた。パズーの父は偶然竜の巣の中に突入し、ラピュタを目撃した。真相は不明だが、パズーとシータの乗っていた凧に雷が直撃した直後、パズーは飛行船に乗っている父の姿を目撃した。

#### ロボット兵
ラピュタ城内に多数配備されている自律式の半有機体ロボット。身長344cm、体重238kg。資料によっては天兵（てんぺい）と記載。
戦闘、看護、園丁 (えんてい) 等、体の細部の形状と色彩とで区別された多種類のロボットが存在していたとされる。戦闘用ロボットは赤茶色、園丁用ロボットは緑がかった色をしている。
劇中では、材質が金属なのか粘土なのかも現代科学では分からないと表現されているが、設定資料には「形状記憶弾性ハイセラミック製」と記されており、柔軟かつ必要に応じて自在に変形するとされている (『THE ART OF』には金属ゴムとも記載) 。
顔部中央にある二つのランプは音声装置とセンサーとを兼ね、飛行石を持つ者（王族）の命令に従属し、彼らを衛護するプログラムが組み込まれている。歩行は二本脚と四つんばいのどちらでも可能だが、園丁ロボットは劇中ではもっぱら二本脚で歩行している（この時、独特の歩行音も出している）。
戦闘ロボットは、胸部に搭載された一対のブースターと、両腕の突起物（戦闘ロボットにのみ存在）の間に形成される翼膜とを併用して飛行する事が出来る。また、頭部には主兵装として大小2門のビーム砲が搭載されており、機能不全状態の機体でも巨大な軍事要塞を単独で壊滅させてしまうほどの圧倒的な戦闘力を有する。格納状態では手足を折り畳んだ独特の丸まった形態をとっている。なお、戦闘ロボットの胸の紋章に飛行石から発せられた光線が当たった時、紋章が赤く光った。
行動原理はラピュタ王族であるシータの保護と外敵の排除を最優先としており、地上に落下した個体は彼女に危害を加えようとした兵士たちに対しては容赦なく攻撃を加える一方で、「放して！」という叫びに従ってシータを解放する等、彼女の命令には忠実に従う様子が見られた。
ビーム砲は分厚く頑丈な石壁や鋼鉄製の鉄扉をも一瞬にして溶断するうえ、断面の急激な高温化による蒸発的な大爆発をも引き起こす。なお連射も可能。
ちぎれた手足からはコードのような物体がのぞいていた。
また非常に高度な情緒を有する頭脳を与えられているようで、園丁ロボットはラピュタに住み着いた動物を保護したり、ラピュタ人の死を悼むかのように墓に花を手向ける様子が見られた。
劇中での描写
戦闘用のロボットの一体が機能停止状態で上空からスラッグ渓谷西方の農村に落下して来た事が、政府がラピュタの調査に着手するきっかけとなった。
当のロボットは大きく損壊して、すでに「死んだ状態」だと思われていたが、要塞に監禁され、途方に暮れたシータがつぶやいた「守りの言葉（劇中では「困った時のおまじない」と呼んだ）」に反応して即座に再起動、自ら動き出し、地下室の堅牢な石壁や鉄扉、更には砲台の堅固な装甲すら容易に溶断する程の非常に強力なビーム砲で、要塞をたちまち火の海に包んだ。拳銃はもちろんの事、小銃や重機関銃などの連射にも耐え、信管を抜かれた要塞砲榴弾の直撃を受けても装甲が大きく陥没しただけで、なおも正常に動き続ける程の非常に優れた耐久性があるが、最終的にゴリアテの長砲身砲からの艦砲射撃によりついに破壊された。
現在のラピュタでも、機能停止したロボットが野ざらし同然で朽ち果てているが、ムスカにより城内各所に保管されていた多数の無傷の戦闘用ロボットが起動、兵士達を襲いゴリアテを破壊したが、パズーとシータが唱えた「滅びの言葉」により機能を完全に停止し、ラピュタの崩壊と共に海へと落ちていった。ただし、城の上層部及び大樹、巨大飛行石と共に残った園丁用ロボットだけは機能を停止する事なく動き続けていた。
ロボット兵のモデル
フライシャー・スタジオ製作『スーパーマン』第2話「The Mechanical Monsters（謎の現金強奪ロボット）」（1941年）に登場した現金強奪ロボットがモデルとされる。また、宮崎が「照樹務」名で脚本と演出を担当したTVアニメ『ルパン三世』第155話「さらば愛しきルパンよ」に本作より先に「ラムダ」「シグマ」の名で登場しているが、フライシャー版と同様に首からプロペラが展開して飛行する方式になっていたり、双頭になった陸戦専用機が登場するなど細部が異なる。
『ルパン』への登場は、フライシャー版『スーパーマン』に対するオマージュとしてであった。宮崎は「気に入っていて一度テレビ（新・ルパン三世・最終話）で使ったんですが、どうも心残りがありまして今回もう一度、使ってみたんです」と発言している。

## 声の出演
| 役名                   | 日本語版                 | 英語版                 | 英語版 |
| 役名                   | 日本語版                 | 海外初公開版           | BVHE版 |
| ---------------------- | ------------------------ | ---------------------- | --- |
| パズー                 | 田中真弓                 | バーバラ・グッドソン   | ジェームズ・ヴァン・ダー・ビーク                                                                                                |
| シータ                 | 横沢啓子                 | ララ・コーディ         | アンナ・パキン |
| ムスカ                 | 寺田農                   | ジェフ・ウインクレス   | マーク・ハミル |
| ドーラ                 | 初井言榮                 | レイチェル・ヴァノウン | クロリス・リーチマン |
| ポムじいさん           | 常田富士男               | エドワード・マニックス | リチャード・ダイサート |
| モウロ将軍             | 永井一郎                 | マイク・レイノルズ     | ジム・カミングス |
| シャルル               | 神山卓三                 | バリー・スティグラー   | マイケル・マクシェイン |
| ルイ                   | 安原義人                 | デイヴ・マロウ         | マンディ・パティンキン |
| アンリ                 | 亀山助清                 | エディ・フライアーソン | アンディ・ディック |
| ハラ・モトロ           | 槐柳二                   | 同上                   | マット・K・ミラー |
| 親方                   | 糸博                     | クリフトン・ウェルズ   | ジョン・ホステッター |
| おかみさん             | 鷲尾真知子               | ララ・コーディ         | トレス・マクニール |
| マッジ                 | TARAKO                   | バーバラ・グッドソン   | デビ・デリーベリー |
| シータの祖母           | 鈴木れい子               |                        | |
| 軽便鉄道の機関士       | 西村知道                 |                        | マット・K・ミラー |
| 黒眼鏡（A）            | 大塚芳忠                 |                        | |
| 黒眼鏡（B）            | 菅原正志                 |                        | |
| コ（セネガル人の子分） | 菅原正志                 |                        | |
| キ（エジプト人の子分） | 大滝進矢                 |                        | |
| ク（中国人の子分）     | 平井隆博                 |                        | |
| ケ（日本人の子分）     | 峰恵研                   |                        | |
| 青い服の婦人           | 林原めぐみ               |                        | スーザン・ヒックマン |
| ギャング               | 福士秀樹                 |                        | |
| 役不明                 | 古田信幸 田中和実 関俊彦 |                        | コーリー・バートン ジョン・ディマジオ スコット・メンヴィル エディ・フライアーソン アンドリュー・フィルポット マイケル・ソリッチ |

## スタッフ

### 映像制作
| 製作                         | 製作                         | 徳間康快 |
| 作画監督                     | 作画監督                     | 丹内司 |
| 原画頭                       | 原画頭                       | 金田伊功 |
| 原画                         | 原画                         | 篠原征子、遠藤正明、二木真希子、小林一幸、賀川愛、前田真宏、大塚伸治、河口俊夫、近藤勝也、友永和秀、桜井美知代、森友典子、大谷敦子、福田忠、川崎博嗣、高坂希太郎、名倉靖博、鍋島修、江村豊秋 |
| 動画チェック                 | 動画チェック                 | 尾沢直志、立木康子 |
| 動画                         | 動画                         | 小林研二、平田英一郎、須貝美佳、高峰由恵、服部圭一郎、吉野高夫、村田俊治、茂林良哉、東誠子、竹葉直子、上田和佳子、宮本英子、本持貴、中野恭子、諸橋伸司、長井和久、山川浩臣、新屋真智子、坂野方子、コマサ 金子昌司、片山雄一 動画工房 神原よしみ、成田達司、鈴木安子、石黒益美、松下弥生、牧野田啓介、水谷貴代、河内由美、福士多鶴子、井田聡 スタジオ・トト 逸見俊隆、角田幸子、南静子、岡本稔、森田徹 オープロダクション 永井恵子、加藤由子、粟田勉 草間アート 佐藤佳子、山口明子、重田智 進藤プロダクション 日暮恭子、関明美、田中立子、山室直儀、江原仁 スタジオ・ファンタジア 手島晶子、高橋禎男、大谷久美子、岩柳恵美子、泉都 ビジュアル'80 成海厚子、渡辺純夫、浜野邦子 スタジオ・ギャロップ 荒野真理子、岡部和美、斉藤利子 スタジオ九魔 手島勇人、星勲 |
| 美術監督                     | 美術監督                     | 野崎俊郎、山本二三 |
| 背景                         | 背景                         | 小関睦夫、木下和宏、吉崎正樹、久村佳津、飯島久美子、太田清美、石川山子 |
| ハーモニィ処理               | ハーモニィ処理               | 高屋法子 |
| 特殊効果                     | 特殊効果                     | 阿部郷、寺岡伸治 |
| 色指定                       | 色指定                       | 保田道世 |
| 仕上検査                     | 仕上検査                     | 荻原穂美 |
| 仕上                         | 仕上                         | 水間千春、小川典子、長嶺浩美、石井恵美子、鍋谷雅子、酒井由紀子、島田久美、阪本文也、見田竜介、仲田ひろみ、柳沢和枝、木原恵子、宮下真理、高砂芳子 スタジオキリー 岩切紀親、西牧道子、内藤幸江、佐藤妙子、高見ふさ子、夏井正子、久世晋一郎、中田信子、青島歌苗、高橋直美、西山美代子、町井春美 スタジオファンタジア 飯塚智久、永井留美子、檀上知子、菊地祐子、棚沢真里子、浅野敏子 プロダクションアクト 横山浩子、本田由美子、田口美恵子、村野綾子、下田悦子、小松良江、倉岡裕之、風間洋子 スタジオOZ 磯崎昭彦、貴島弘子、増田奈緒美、篠田十鬼、細谷明美、平賀恵子 グループジョイ 大橋朝子、鈴木久美子、須藤彰子、袖山みか子、村上芳枝、佐藤新之介 スタジオ雲雀 成田賢二、秋山季映、荒川典子、加藤文江、鈴木洋子 スタジオ古留美 完甘幸隆、山形勝俊             |
| 撮影監督                     | 撮影監督                     | 白神孝始、高橋宏固 |
| 撮影                         | 撮影                         | 高橋プロダクション 小林武男、笠間いずみ、豊永安義、松嵜泰三、福島敏行、安原吉晃、石塚敬久、野口肇、宮島幸男 |
| 音響制作                     | 音響制作                     | オムニバスプロモーション |
| 音響監督                     | 音響監督                     | 斯波重治 |
| 音響補佐                     | 音響補佐                     | 浅梨なおこ |
| 整音                         | 整音                         | 井上秀司 |
| 音響効果制作                 | 音響効果制作                 | E&Mプランニングセンター |
| 音響効果                     | 音響効果                     | 佐藤一俊 |
| 音響効果助手                 | 音響効果助手                 | 小野弘典 |
| 録音スタジオ                 | 録音スタジオ                 | 東京テレビセンター |
| タイトル                     | タイトル                     | 高具秀雄 |
| リスマーク                   | リスマーク                   | 高具アトリエ |
| 編集                         | 編集                         | 瀬山武司 |
| 編集助手                     | 編集助手                     | 笠原義宏 |
| 演出助手                     | 演出助手                     | 飯田つとむ、木村哲、須藤典彦 |
| 制作デスク                   | 制作デスク                   | 押切直之 |
| 制作進行                     | 制作進行                     | 古里尚丈、木原浩和、原俊嗣、熱海正志、武藤薫 |
| 現像                         | 現像                         | IMAGICA |
| DOLBY STEREO技術協力         | DOLBY STEREO技術協力         | 極東コンチネンタル株式会社 森幹生 |
| アニメーション制作           | アニメーション制作           | スタジオジブリ |
| プロデューサー               | プロデューサー               | 高畑勲 |
| エグゼクティブプロデューサー | エグゼクティブプロデューサー | 原徹 |
| 原作 脚本 監督               | 原作 脚本 監督               | 宮崎駿 徳間書店「アニメージュ」連載 |

### 製作委員会
| 総指揮             | 徳間康快 |
| 代表委員           | 山下辰巳 |
| 推進委員           | 加藤博之 |
| 実行委員           | 徳間書店 小金井道宏、鈴木敏夫、金子彰、亀山修、滝川和俊、田所稔、粕谷昌宏、大塚勤、佐々木崇夫、武田実紀男、校条満、小林智子 |
| 企画協力           | アニメージュ編集部 尾形英夫                                                                                                 |
| 宣伝プロデューサー | 徳山雅也 |
| 宣伝顧問           | 鈴木常承 |
| 宣伝協力           | 電通 郡進剛 |
| 特別協賛           | 味の素 |
| 配給               | 東映 |

## 音楽
音楽は冒険活劇ということから宇崎竜童を予定していた。前作『風の谷のナウシカ』で音楽を担当した久石譲は、徳間グループが『ラピュタ』と同時期に製作していた安彦良和監督作『アリオン』の制作中だったため本作を担当する予定はなかった。しかし、プロデューサーの高畑勲の再考により久石の続投が決定した。久石は作品世界から受けたイメージに基づき、アイルランドやスコットランドの民謡・フォークソングをベースにしたフルオーケストラによる音楽を手掛けた。

### 主題歌・イメージソング
エンディングテーマ - 『君をのせて』
作詞 - 宮崎駿 / 作曲 - 久石譲 / 編曲 - 久石譲 / 歌 - 井上杏美（徳間ジャパンコミュニケーションズ）
後に「となりのトトロ」や「魔女の宅急便」などの主題歌、挿入歌を担当することになる井上あずみのジブリデビュー作で1988年3月25日にオリジナル盤（8cmCD/TKCA-72755、C/W「合唱 君をのせて」「君をのせて（カラオケ）」）が発売され、2004年10月27日にCDが再発された。
また、2002年のDVD発売時に合わせ、石井竜也がアンサーソングとなる歌詞違いの『君をつれて』を発表すると共に、『君をのせて』のカバーもしている（同曲のオフボーカル版「空から降ってきた少女」はオープニングである）。
イメージソング - 『もしも空を飛べたら』
作詞 - 松本隆 / 作曲 - 筒美京平 / 編曲 - 鷺巣詩郎 / 歌 - 小幡洋子（徳間ジャパン（アニメージュレコード））
本編では未使用。公開当時、味の素から発売されていた炭酸入り清涼飲料水「ラピュタ」のCMソングであった。
劇中曲 - 『ハトと少年』
劇中でパズーが演奏するトランペット曲。数原晋が演奏。
2010年4月、STS-131ミッションが行われていた国際宇宙ステーション（ISS）において、同曲がウェイクアップコールとしてNASAジョンソン宇宙センターミッションコントロールセンターより流された。搭乗していた山崎直子宇宙飛行士のために選曲されたものである。

### スタッフ
| 作曲・編曲 サウンドプロデュース | 作曲・編曲 サウンドプロデュース | 久石譲（イメージアルバム、サウンドトラック、シンフォニー編） |
| 指揮                            | 指揮                            | 久石譲（イメージアルバム、サウンドトラック） 中谷勝昭（サウンドトラック、シンフォニー編）                                                                            |
| 演奏                            | 演奏                            | 中西ストリングス（イメージアルバム） つのだたかし、数原晋、鈴木貴文、金子飛鳥 東京シティフィルハーモニック管弦楽団（シンフォニー編）                                 |
| 監督                            | 監督                            | 高畑勲（イメージアルバム、サウンドトラック） |
| 監督補                          | 監督補                          | 庄司良一（サウンドトラック） 渡辺隆史（サウンドトラック） |
| プロデューサー                  | プロデューサー                  | 三浦光紀（サウンドトラック） 島袋晃（サウンドトラック） |
| ゼネラルプロデューサー          | ゼネラルプロデューサー          | 藤澤文女（イメージアルバム、サウンドトラック） |
| エンジニア                      | マスタリング                    | 大川正義（イメージアルバム、サウンドトラック） |
| エンジニア                      | ミックス                        | スティーブ・ジャクソン（イメージアルバム） |
| エンジニア                      | レコーディング                  | 梶篤（イメージアルバム、サウンドトラック） |
| エンジニア                      | アシスタント                    | 浜田純伸（イメージアルバム、サウンドトラック） リチャード・モエイクス（イメージアルバム）                                                                            |
| サウンドオペレーション          | サウンドオペレーション          | 福岡やすこ（イメージアルバム、サウンドトラック） |
| 合唱                            | 合唱                            | 杉並児童合唱団（サウンドトラック） |
| 録音スタジオ                    | 録音スタジオ                    | ワンダーステーション（イメージアルバム、サウンドトラック） 日活スタジオセンター（イメージアルバム、サウンドトラック） アバコクリエイティブスタジオ（シンフォニー編） |
| ミックスタウン                  | ミックスタウン                  | Air Studio（イメージアルバム） |
| CD制作                          | CD制作                          | 徳間ジャパン |
| マネージメント                  | マネージメント                  | ワンダーシティ |

### イメージアルバム
1986年5月25日にLP（25AGL-3024）とカセット（25AGC-2024）とCD（32ATC-113）が徳間ジャパンコミュニケーションズから発売され1993年12月21日（TKCA-70226）と2004年8月25日（TKCA-72720）にCDが2018年11月3日にLP（TJJA-10011）が再発された。
収録曲
| 全作曲・編曲: 久石譲。 |                      |      |            |
| #                      | タイトル             | 作詞 | 作曲・編曲 |
| 1.                     | 「天空の城ラピュタ」 |      | 久石譲     |
| 2.                     | 「ハトと少年」       |      | 久石譲     |
| 3.                     | 「鉱夫」             |      | 久石譲     |
| 4.                     | 「飛行石」           |      | 久石譲     |
| 5.                     | 「ドーラ」           |      | 久石譲     |
| 6.                     | 「シータとバズー」   |      | 久石譲     |
| 7.                     | 「大樹」             |      | 久石譲     |
| 8.                     | 「フラップター」     |      | 久石譲     |
| 9.                     | 「竜の穴」           |      | 久石譲     |
| 10.                    | 「ティディスの要塞」 |      | 久石譲     |
| 11.                    | 「シータとバズー」   |      | 久石譲     |
| 12.                    | 「失われた楽園」     |      | 久石譲     |
| 合計時間:              | 合計時間:            | 0:00 |            |

### サウンドトラック
1986年8月15日にLP（25AGL-3025）とカセット（25AGC-2025）が1986年9月25日にCD（32ATC-115）が徳間ジャパンコミュニケーションズから発売され、1993年12月21日（TKCA-70227）と2004年8月25日（TKCA-72721）にCDが2018年11月3日にLP（TJJA-10012）が再発された。
収録曲
1. 空から降ってきた少女
2. スラッグ渓谷の朝
3. 愉快なケンカ (~追跡)
4. ゴンドアの思い出
5. 失意のパズー
6. ロボット兵 (復活~救出)
7. 合唱 君をのせて
8. シータの決意
9. タイガーモス号にて
10. 破滅への予兆
11. 月光の雲海
12. 天空の城ラピュタ
13. ラピュタの崩壊
14. 君をのせて

### シンフォニー編
1986年12月21日にLP（28AGL-3039）とカセット（28AGC-2039）が発売され1987年1月25日にCD（32ATC-140）が発売。1993年12月21日（TKCA-70228）と2004年8月25日（TKCA-72722）にCDが2018年11月3日にLP（TJJA-10013）が再販された。
収録曲
1. プロローグ
2. Gran’ma Dola
3. 空中散歩
4. ゴンドア(母に抱かれて)
5. 大いなる伝説
6. 大活劇
7. 鉱山町
8. 時間の城

### ハイテックシリーズ
1989年11月25日にCD（30ATC-188）とカセット（26AGC-2071）が徳間ジャパンコミュニケーションズから発売され、1993年12月21日（TKCA-70229）と2004年8月25日（TKCA-72723）にCDが再発された。
収録曲
1. 空から降ってきた少女
2. ゴンドアの想い出
3. タイガーモス号にて
4. ロボット兵
5. 失意のパズー
6. 君をのせて
7. スラッグ渓谷の朝
8. 破滅への予兆
9. シータの決意
10. 天空の城ラピュタ

## 賞歴
- 文化庁優秀映画
- 第41回毎日映画コンクール・大藤信郎賞[226]
- 1986年（第15回）ぴあテン 映画部門第1位
- シティロード 読者選出ベストテン 邦画第1位
- おおさか映画祭 日本映画ベストテン第1位
- 日本映画復興特別賞（高畑勲・宮崎駿）
- 映画芸術 日本映画第1位
- 第60回キネマ旬報ベスト・テン 日本映画第8位/読者選出日本映画第2位[227]
- 第9回（1986年）月刊アニメージュ アニメグランプリ 作品賞
- アビック・ビデオアワード'87 アニメーション賞
- 第4回日本アニメフェスティバル 日本アニメ大賞・アトム賞 美術部門最優秀賞
- 中央児童福祉審議会特別推薦

ここまでの出典
- 文化庁メディア芸術祭「日本のメディア芸術100選」アニメーション部門選出[229]

## 興行・売上記録
1986年の劇場公開時の観客動員数は77万人、配給収入は5.8億円。2016年公開の『レッドタートル ある島の物語』（9千万円）まで、配給収入はジブリワースト記録だった。
春・夏・ゴールデンウィーク向け子ども映画としてはドラえもんや動物映画もの、東映まんがまつりなどを下回った。もっとも、スタジオジブリ自身はまずまずの成績を収めたと評価しており、次回作の製作を決定するには十分であったとされる。
（日本国内）
| 内容                                                                      | 記録 | 補足          |
| ------------------------------------------------------------------------- | --- | ------------- |
| 興行収入                                                                  | 約11.6億円 | 推測          |
| 配給収入                                                                  | 5.83億円 |               |
| 全国動員                                                                  | 77万4271人 |               |
| 『イメージアルバム〜空から降ってきた少女〜』                              | 2万枚出荷（1986年発売のLP） 4万本出荷（1986年発売のCA） 6万枚出荷（1986年発売のCD） 3万枚出荷（1993年発売の再発CD） 0.5万枚出荷（2004年発売の再々発CD） | 出典：        |
| 『サウンドトラック〜飛行石の謎〜』                                        | 3万枚出荷（1986年発売のLP） 6万本出荷（1986年発売のCA） 15万枚出荷（1986年発売のCD） 13万枚出荷（1993年発売の再発CD） 1万枚出荷（2004年発売の再々発CD） | 出典：        |
| 『ドラマ編〜光よ甦れ!〜』                                                 | 1万枚出荷（1986年発売のLP） 2万本出荷（1986年発売のCA） 2万枚出荷（1986年発売のCD） 1万枚出荷（1993年発売の再発CD）                                     | 出典：        |
| 『シンフォニー編〜大樹』                                                  | 1万枚出荷（1986年発売のLP） 2万本出荷（1986年発売のCA） 4万枚出荷（1986年発売のCD） 2万枚出荷（1993年発売の再発CD） 0.5万枚出荷（2004年発売の再々発CD） | 出典：        |
| 『ハイテックシリーズ』                                                    | 2万本出荷（1989年発売のCA） 6万枚出荷（1989年発売のCD） 0.5万枚出荷（2004年発売の再発CD）                                                               | 出典：        |
| 『CASTLE IN THE SKY〜天空の城ラピュタ USAヴァージョンサウンドトラック〜』 | 3万枚（2002年発売のCD） |               |
| 挿入歌 『君をのせて』                                                     | 7万枚出荷（1988年発売のシングルCD） 0.5万枚出荷（2004年発売の再発シングルCD）                                                                           | 出典：        |
| VHS・ベータ（徳間版）                                                     | 8万本出荷 | 1989年7月時点 |
| VHS（ブエナビスタ版）                                                     | 100万本出荷 | 2003年6月現在 |
| DVD（ブエナビスタ、2枚組・特典付）                                        | 53.2万枚出荷 | 2003年6月現在 |

## テレビ放送
テレビ朝日と競った日本テレビが放映権を獲得し、1988年4月2日に、日テレ開局35周年記念として『土曜特別ロードショー』で初放送され12.2%の視聴率を記録した（ビデオリサーチ調べ、関東地区・世帯・リアルタイム。以下略）。22.6%の高視聴率を獲得した1989年7月21日の『金曜ロードショー』からは同枠で繰り返し放映される人気ソフトとなっている。これ以降、日本テレビはスタジオジブリと提携を深め、宮崎が関わった映画作品は日本テレビで放映されるようになる。2011年12月9日には、劇場公開時のフィルム風合いを再現したニューマスター版が通常より40分拡大して初放送された。

### 視聴率
- 数値はビデオリサーチ調べ、関東地区・世帯・リアルタイム。

| 回数 | 放送日               | 視聴率 | 備考                                                                       |
| ---- | -------------------- | ------ | -------------------------------------------------------------------------- |
| 1    | 1988年04月02日（土） | 12.2%  | 「土曜特別ロードショー」枠で放送。宮崎本人が解説としてゲスト出演。         |
| 2    | 1989年07月21日（金） | 22.6%  | この回から「金曜ロードショー」枠での放送となる。エンディングの放送は省略。 |
| 3    | 1991年05月03日（金） | 17.1%  | 宮崎駿による特別編で放送。                                                 |
| 4    | 1993年03月26日（金） | 20.4%  | ノーカット放送。以降は、それが定着する。                                   |
| 5    | 1995年03月24日（金） | 19.9%  |                                                                            |
| 6    | 1997年03月07日（金） | 20.6%  |                                                                            |
| 7    | 1998年12月25日（金） | 20.6%  |                                                                            |
| 8    | 2001年02月23日（金） | 22.2%  |                                                                            |
| 9    | 2003年03月14日（金） | 22.2%  |                                                                            |
| 10   | 2004年12月24日（金） | 16.9%  |                                                                            |
| 11   | 2007年06月15日（金） | 19.9%  |                                                                            |
| 12   | 2009年11月20日（金） | 15.4%  |                                                                            |
| 13   | 2011年12月09日（金） | 15.9%  |                                                                            |
| 14   | 2013年08月02日（金） | 18.5%  |                                                                            |
| 15   | 2016年01月15日（金） | 17.9%  |                                                                            |
| 16   | 2017年09月29日（金） | 14.4%  |                                                                            |
| 17   | 2019年08月30日（金） | 14.5%  |                                                                            |
| 18   | 2022年08月12日（金） | 12.6%  |                                                                            |
| 19   | 2024年08月30日（金） | 13.7%  |                                                                            |

初の『金曜ロードショー』枠での放送となった2回目の放映では放送時間の関係により、日本テレビ放送網による簡易版のエンディングが作られ、それが使用された。簡易版のエンディングには、一連の事件以後の様子が描かれた画が転用されたため、この回の放送を観た視聴者から発信される形で「『天空の城ラピュタ』にはパズーがシータの元を訪ねる特別ヴァージョンのエンディングが存在する」という都市伝説が生まれたとされるが真偽は不明。

## 制作背景・影響

### 舞台設定

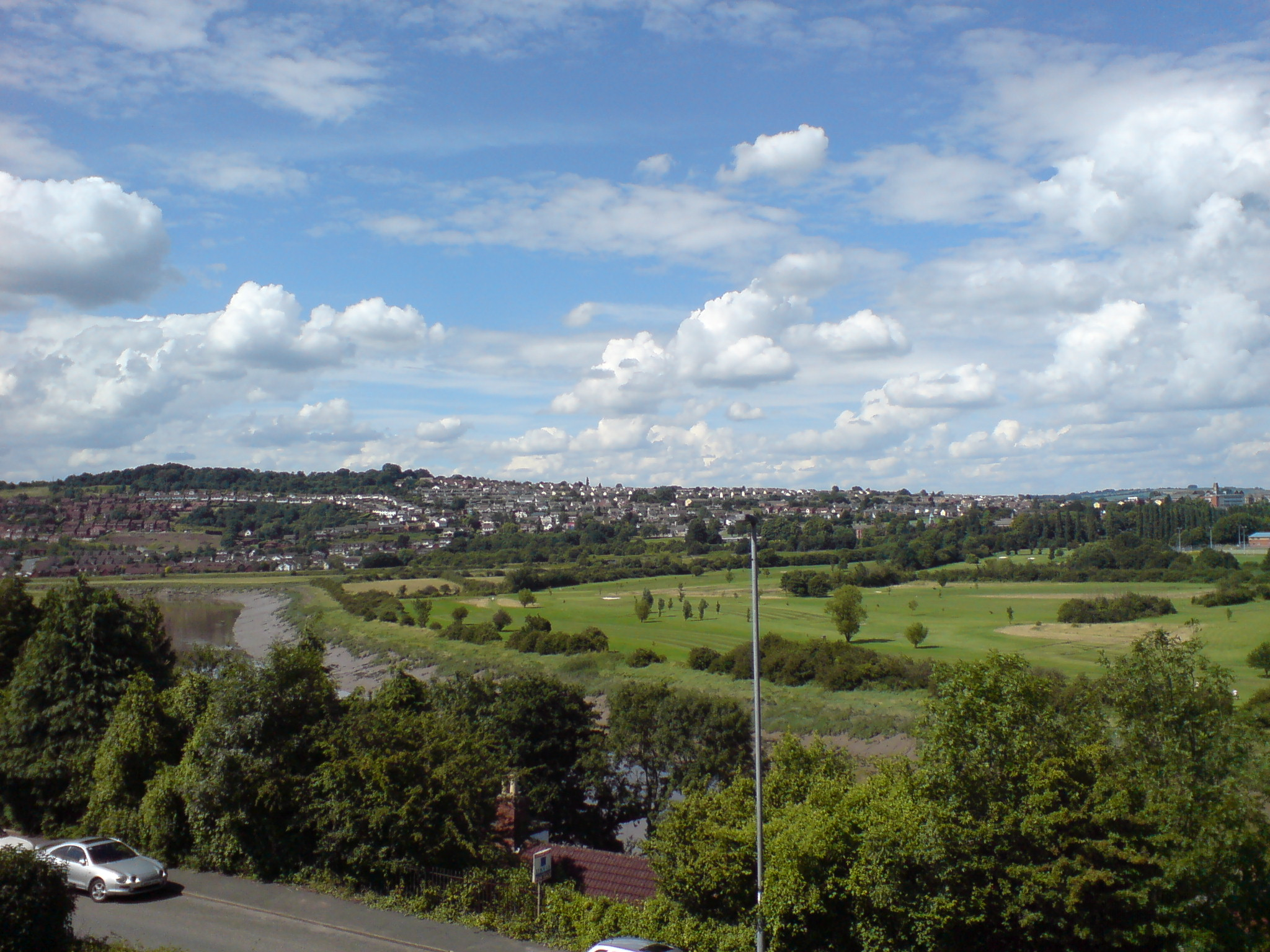
本作のロケハンが行われたウェールズ地方（イギリス）

物語の舞台は企画段階では「立憲君主国。ただし国王は登場しない」とされており、後に宮崎駿は舞台をイギリスのつもりで設定したと語っている。宮崎は製作が始まる前の1985年5月にイギリスのウェールズ地方をロケハンで訪れており、そこで見た風景が本作に活かされた。イギリス産業革命の時代が背景とされている同作の参考になるのではないかと、プロデューサーの高畑勲に勧められたのがきっかけだった。後に押井守や鈴木敏夫らと同地を再訪している。また登場する小火器（拳銃、小銃、重機関銃）もイギリスの兵器をモチーフにしている。
年代は劇中で明示されていないが、パズーの父親が撮ったラピュタの写真には「1868.7」と作品世界の暦による年代らしき数字が印字されている。

### 名前の由来
空に浮かぶ島の名前「ラピュタ」は、スウィフト『ガリヴァー旅行記』からで、当初は「ラプュタ」であった。言いにくいので気に入らなかったが、企画書の説得力が増すという理由のみでつけられた。宮崎はガリヴァー旅行記のダイジェスト版しか読んだことがなく、内容も大して面白いと思わず、ラピュタという名前も覚えていなかった。
パズーの名前の由来は、学生時代に考えた船乗りの名前の一つで、『未来少年コナン』で使用されずに唯一残っていたという理由で使用された。シータの名前は、学生時代に創作していた人形劇「サイン・コサイン・シータ」（精神病院が舞台で、少年アルファ何号と、少女シータ何号の物語）からの転用とされる。物語自体は小学生の頃に考えたもの。
発表前の仮タイトルは、「少年パズー・飛行石の謎」で、サブタイトルは「空中城の虜」「空とぶ宝島」「飛行帝国」「空中魔城」「戦国魔城」などの案があった。

### 設定の由来
「廃れてしまった古の機械文明」が作った「空中に浮かぶ島」、「飛行船に乗る海賊」であるドーラ一家という物語のモチーフは、幻の作品である『ラーマヤナ』（インドとの合作。一度滅亡した文明や、古代核兵器などの設定）と、『リトル・ニモ』（東京ムービー）の企画に参加していた際に、宮崎がイメージしていたものが投影されている。
ドーラの原形は宮崎駿の母親。パズーの乗るグライダーは映画『地獄の天使』のツェッペリン飛行船の観測ゴンドラの影響。飛行石のモチーフは、福島鉄次の『沙漠の魔王』から。
架空の言語「ラピュタ語」は出まかせであるが、ケルト語などに影響を受けている。

### 他作品への影響
庵野秀明によると、宮崎は以前にアニメ番組の企画として『未来少年コナン2』という位置付けの「主人公の少年・少女が謎のペンダントをめぐり潜水艦で世界中を旅する。そしてそれを狙う悪役一派がいる」という案をNHKに提出したが、採用されなかった。この案を後に宮崎は本作に生かし、庵野は別作品の『ふしぎの海のナディア』に持ち込んだという。
世界で最も売れているゲームとして知られる『Minecraft』で、アイアンゴーレムが村人に花を差し出すしぐさをするが、これは本作のワンシーンから着想を得ている。

### 都市伝説
『ラピュタのエンディング映像には続きがあり、テレビ放映の際に目撃した』などの都市伝説があったが、スタジオジブリは否定するコメントを出しており、小説版の後日談と資料集のイラストなどが混同して噂が広まったのではないかとしている。また、テレビ放送で流された簡易版エンディング（本編の静止画、パズーが自作の飛行機でシータの元へ遊びに行くというイメージボードのイラストなどにスタッフロールを乗せたもの）がその噂の元であるとする検証サイトもある。

### インターネットでの影響（バルス祭り）
地上波でテレビ放送される際に、2ちゃんねる等の実況板等において終盤の山場の台詞「バルス」に合わせた大量書き込みが行われ、高負荷によるサーバダウンがたびたび発生している。

### 反響
2020年にねとらぼで行われた「一番好きな宮崎駿監督作品」の人気ランキングにおいて、3位の『ルパン三世 カリオストロの城』、2位の『風の谷のナウシカ』を押さえて1位となっている。

### ジブリ美術館
三鷹の森ジブリ美術館では本作に登場するロボットの模型が常設展示されており、2002年には「天空の城ラピュタと空想科学の機械達展」が開かれた。

## 日本国外版

### 英語版
英語版は2種類存在する。最初の英語版はストリームライン・ピクチャーズが『Laputa: The Flying Island』の名で1989年にイギリスで公開したもの。2つ目は2003年にディズニーが配給し、ブエナ・ビスタ・ホーム・エンターテイメント（ウォルト・ディズニー・スタジオ・ホーム・エンターテイメント）よりDVDが発売されている『Castle in the Sky』。日本では、前者の音源は2002年10月4日に発売されたDVDに収録され、後者は2014年7月16日に発売されたデジタルリマスター版のDVDに収録されている。
日本での販売用ブルーレイ（2010年12月22日発売）に収録されている英語版は、デジタルリマスターDVDと同じディズニー版の『Castle in the Sky』で、特典映像の一つとして収録されている。スタッフロールはすべて英語で表記されている。なお、エンディングのキャスト紹介は、日本版が「パズー → シータ」なのに対し、ディズニー版は「シータ → パズー」の順になっている。
タイトルが変更されているのは、ラピュタの命名の元となったスウィフトの『ガリヴァー旅行記』第三章の飛行島ラピュータ（Laputa)は、スペイン語のLa puta（売春婦）をもじって命名されたものであり、スペイン語圏およびヒスパニックの多いアメリカ合衆国では不適切なため。
最初の英語版は、配給元のストリームライン・ピクチャーズにより翻訳されたものではない。ストリームライン・ピクチャーズのフレッド・パットンによれば最初は全日空の国際線の機内上映のために製作されたもので、ストリームラインはそれを日本から渡されたとのことで、実際に誰が翻訳、吹き替えを行ったのかは不明とされる。日本語版ではドーラが40秒、ムスカが3分間待つところは共に1分間となっている。
ディズニー版の『Castle in the Sky』には久石譲本人によるオリジナル版と異なる音楽が使用されている。日本版では上映時間2時間4分のうち音楽は約1時間で、箇所によっては7分から8分にわたり音楽が全くない部分があるが、ディズニーのスタッフから海外では全編鳴っているのが当たり前で、3分も曲が無いと落ち着かなくなると説明され、基本となるメロディの大部分を生かしながら、久石が大幅にアレンジを変更し新たに録音を行った。オープニング曲は飛行石が輝く場面とシンクロするようになっており、エンディング曲は日本語オリジナル版の上にピアノの演奏がミックスされている。CDは徳間ジャパンより発売されている。
ディズニー版は2017年にアメリカで、GKIDSとファゾム・イベンツによってイベント上映され、翌2018年にも11月18日から20日の間に、字幕版と併せて648館で劇場公開された。

### フランス語版
フランスでブエナ・ビスタ・ホーム・エンターテイメントより発売されているDVD（フランス語版タイトルはLe Château dans le Ciel、映画公開は2003年1月15日）はフランス語、日本語のほか「Castle in the Sky」の英語音声も収録されている。
同じDVDに収録されている日本語オリジナル版および、そのオリジナル版と同じ音楽を用いたフランス語版の音声は、音楽の音程がオリジナルより約半音高くなっている。これは秒間24コマのフィルムから秒間25コマのPAL方式にテレシネする際、1コマ分の4%早くなる為。
英語版の字幕は、英語版音声を忠実に書き起こしたものと日本語版からの翻訳重視のものが2種類収録されているが、フランス語版の字幕は1種類のみで、フランス語版の音声と字幕では内容が異なる。
フランス語版DVDはリージョン2（日本と共通）、映像方式はNTSC/PALコンパチブルで、日本の家庭用DVDプレーヤーでも再生可能。

## 関連商品

### 作品本編に関するもの
映像ソフト
- 天空の城ラピュタ VHS - 徳間書店/徳間ジャパン/徳間コミュニケーションズ 128GH-12（1986年8月25日）
- 天空の城ラピュタ Beta - 徳間書店/徳間ジャパン/徳間コミュニケーションズ 128GB-5012（1986年8月25日）
- 天空の城ラピュタ VHD - 徳間書店/徳間ジャパン/東芝/東芝映像ソフト VDS-A0452（1986年9月21日）
- 天空の城ラピュタ LD - 徳間書店/徳間ジャパン/徳間コミュニケーションズ 128LX-8～9（1986年9月25日）
- 天空の城ラピュタ VHS - ブエナ ビスタ ホーム エンターテイメント VWSZ-8014（1998年9月18日）
- 天空の城ラピュタ DVD - ブエナ ビスタ ホーム エンターテイメント VWDZ8014（2002年10月4日)
- 天空の城ラピュタ Blu-ray Disc - ウォルト・ディズニー・スタジオ・ジャパン VWBS1189（2010年12月22日)

出版（徳間書店）
- 天空の城ラピュタ―フィルムコミック（1）（1986年9月30日）ISBN 419-776593-2
- 天空の城ラピュタ―フィルムコミック（2）（1986年9月30日）ISBN 419-776594-0
- 天空の城ラピュタ―フィルムコミック（3）（1986年10月20日）ISBN 419-776602-5
- 天空の城ラピュタ―フィルムコミック（4）（1986年10月20日）ISBN 419-776603-3

- 天空の城ラピュタ 全4巻セット（2002年8月25日）ISBN 419-210006-1

- 天空の城ラピュタ（徳間アニメ絵本、1988年3月）ISBN 419-703626-4。

- 英語版「Castle in the Sky Picture Book」（VIZ Media、2017年12月）ISBN 1421592665

- 『THE ART OF LAPUTA』アニメージュ編集部 編さん、徳間書店〈ジブリTHE ARTシリーズ 7〉、1986年11月。ISBN 978-4-1981-6610-6。
- 天空の城ラピュタ 絵コンテ集（ロマンアルバム特別編集、1986年10月）
  - 『天空の城ラピュタ：スタジオジブリ絵コンテ全集 2』徳間書店スタジオジブリ事業本部、2001年6月。ISBN 978-4-1986-1377-8。新装版

- 天空の城ラピュタ（ロマンアルバム・エクストラ68、1986年10月）ISBN 978-4-19-726601-2
  - 『天空の城ラピュタ：ロマンアルバム』徳間書店、2001年9月。ISBN 978-4-1972-0156-3。新装版

- 映画 天空の城ラピュタ GUIDE BOOK（アニメージュ編集部編、1986年8月）
  - 『映画 天空の城ラピュタ GUIDE BOOK』（復刻版）徳間書店〈ロマンアルバム〉、2010年12月3日。ISBN 978-4-1972-0320-8。

- 『スタジオジブリ作品関連資料集 型録 I』スタジオジブリ 編さん、徳間書店〈ジブリTHE ARTシリーズ 1〉、1996年6月。ISBN 978-4-1986-0525-4。

※以下は、徳間書店以外での出版
- 『天空の城ラピュタ：ジブリの教科書2』スタジオジブリ・文春文庫 編、文藝春秋〈文春ジブリ文庫〉、2013年5月10日。ISBN 978-4-16-812001-5。
- 『天空の城ラピュタ：シネマ・コミック2』文藝春秋〈文春ジブリ文庫〉、2013年5月10日。ISBN 978-4-16-812101-2。
- 『天空の城ラピュタ：宮崎駿イメージボード全集2』（スタジオジブリ責任編集、岩波書店）、2024年12月。ISBN 978-4-00-028832-3
- 『天空の城ラピュタ大百科：伝説の浮島を求めて』（勁文社〈ケイブンシャの大百科〉、1986年8月）

音楽
- スタジオジブリ 宮崎駿&久石譲 サントラBOX ［Box set, Limited Edition］ (CD) 徳間ジャパンコミュニケーションズ（2014年7月16日）

### その他関連書籍
- アニメージュ・ゲーム文庫「天空の城ラピュタ」より 天界の迷宮（作：佐藤大輔、絵：ふじたゆきひさ、徳間書店〈アニメージュ文庫〉、1987年12月）ISBN 4-19-669572-8
アニメをゲームブック化した作品であるが、敵との戦いが敵味方ともに体力がゼロになる前に士気が減少することによる逃亡で決着がつく、パズーは軍人に対して正面から戦うとほぼ確実に捕まってしまうなど、原作テイストよりも作家性が非常に強い作品になっている。
- 宮崎駿 映画の風（空の会 著、創樹社、1993年12月）
- 木原浩勝『もう一つの「バルス」 宮崎駿と『天空の城ラピュタ』の時代』講談社、2016年10月6日。ISBN 978-4-0622-0243-5。
  - 木原浩勝『もう一つの「バルス」 宮崎駿と『天空の城ラピュタ』の時代』（増訂版）講談社文庫、2018年9月14日。ISBN 978-4-0651-2828-2。

スタッフ（ジブリ制作デスク）による回想記
- 子どもりょうり絵本：ジブリの食卓 天空の城ラピュタ（スタジオジブリ監修、主婦の友社編著、2023年8月、ISBN 9784074552269）

## タイアップ商品
- 清涼飲料水「ライトフルーツソーダ 天空の城ラピュタ」（味の素）
1986年6月から販売された（味はレモン&ライム・シトラスミックスの2種類）。CMは契約上アニメ映像を使用できないため、パズーとシータの格好をした少年少女と実寸大のフラップターを使用した実写映像となっており、島本須美と松田洋治がナレーションを行ない、CMソングとして上記のイメージソングが使用された[228]。
- ビデオディスクプレーヤー マイドリーム（東芝）

## 小説版
亀岡修『小説 天空の城ラピュタ 前・後篇』、徳間書店 アニメージュ文庫
- 『小説 天空の城ラピュタ〈前篇〉』1986年5月。ISBN 978-4-1966-9556-1。
- 『小説 天空の城ラピュタ〈後篇〉』1986年8月。ISBN 978-4-1966-9557-8。

イラストは宮崎駿。亀岡は宮崎自身からの指名を受けノベライズを担当し、月刊『アニメージュ』に連載後に出版された。
映画では描かれていない飛行客船襲撃よりも前のエピソードや、映画のラストの半年後を舞台としたエピローグが書かれており、その他細かい設定や、登場人物の心情描写の補完がなされている。
2002年にDVD化された際、10,000セット限定販売の『「天空の城ラピュタ」DVDコレクターズ・エディション』に、この小説版をハードカバー単行版で再編し『コレクターズ・エディション』版に付属された。